# Maria Luisa von Spanien (1782–1824)

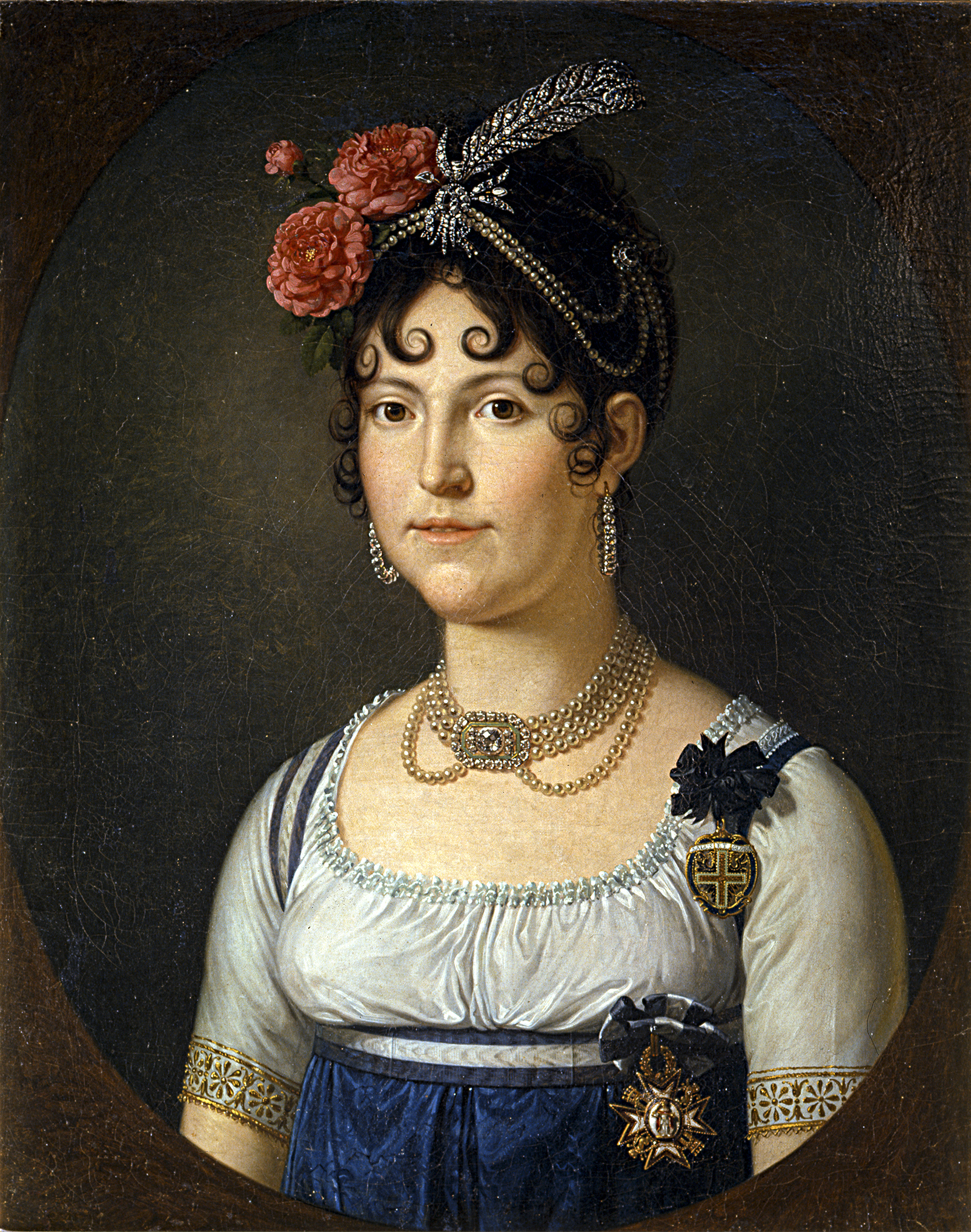
François-Xavier Fabre: Maria Luisa von Spanien

Maria Luisa von Spanien (vollständiger Name: Maria Luisa Josefina Antonieta Vicenta; spanisch: María Luisa de Borbón) (* 6. Juli 1782 in Madrid; † 13. März 1824 in Rom) war  durch Geburt spanische Infantin. Sie heiratete 1795 den parmesischen Erbprinzen Ludwig und wurde 1801 Königin von Etrurien. Nach dem frühen Tod ihres Gatten (1803) fungierte sie als Regentin für ihren unmündigen Sohn Karl Ludwig, kehrte aber nach der Besetzung Etruriens durch französische Truppen Ende 1807 nach Spanien zurück. 1808 folgte sie ihrer Familie nach Frankreich, widersetzte sich Napoleon und musste von 1811 bis 1814 in einem römischen Kloster wohnen. Nach Napoleons Sturz erhielt sie 1815 durch den Wiener Kongress das Herzogtum Lucca, das sie bis zu ihrem Tod 1824 regierte.

## Abstammung, frühes Leben und Heirat
Maria Luisa Josefina Antonieta Vicenta war die dritte, das Kleinkindalter überlebende Tochter des spanischen Königs Karl IV. (1748–1819) und seiner Gattin Maria Luise von Bourbon-Parma (1751–1819), einer Tochter des Herzogs Philipp von Parma und seiner Gattin Marie Louise Élisabeth de Bourbon. Ihre ersten beiden Namen erhielt sie nach ihrer älteren, vier Tage vor ihrer Geburt im Alter von nur vier Jahren verstorbenen Schwester Maria Luisa Carlota. Sie verbrachte eine glückliche Kindheit und wurde innerhalb ihrer Familie Luisetta gerufen.

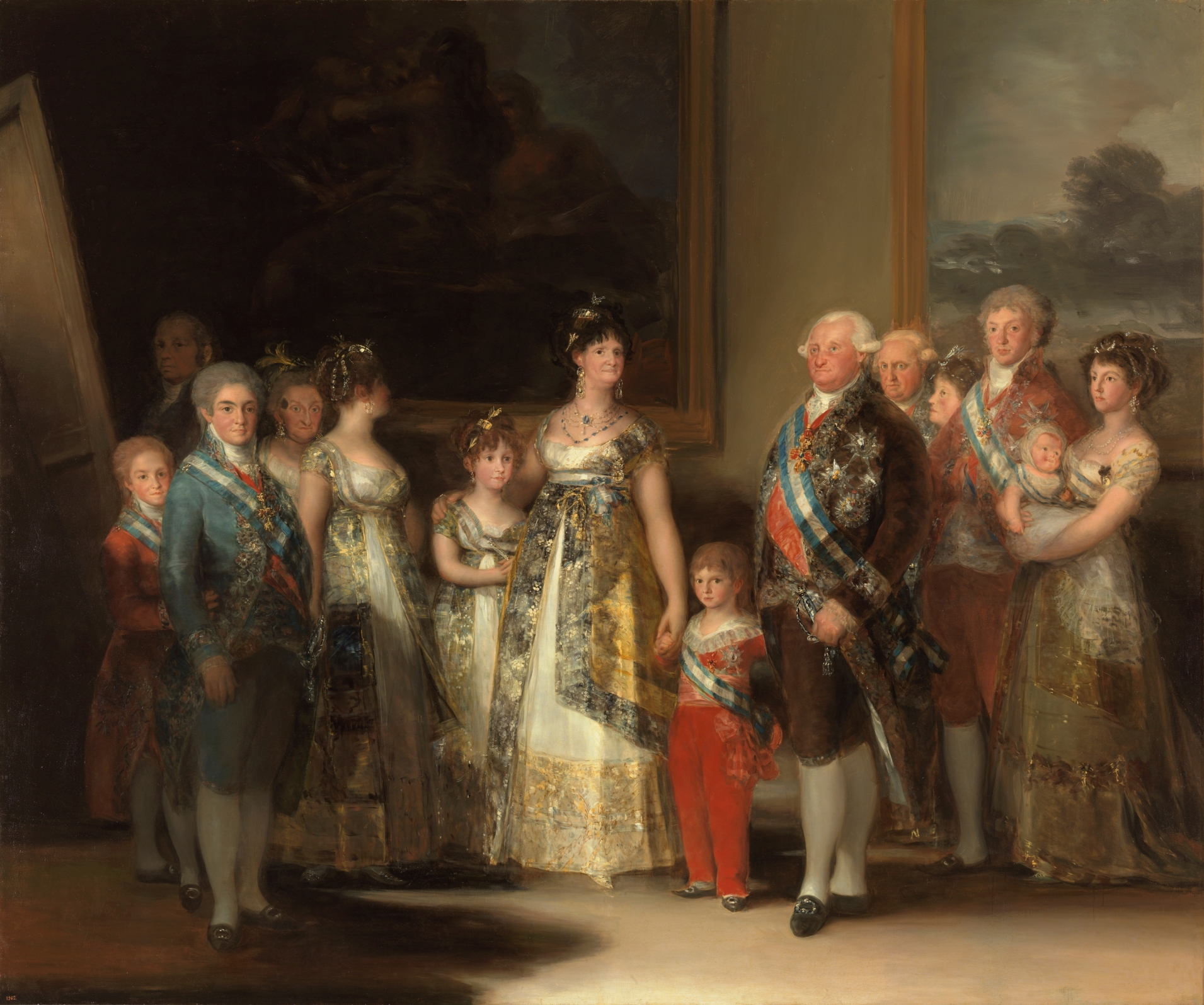
Familie Karls IV. von Francisco de Goya. Maria Luisa ist neben ihrem Gatten mit ihrem Sohn im Arm auf der rechten Gemäldeseite dargestellt

1795 kam Prinz Ludwig (1773–1803), ältester Sohn des Herzogs Ferdinand von Parma und seiner Gattin Maria Amalia von Österreich, an den spanischen Hof und sollte nach einer Absprache zwischen seiner Familie und der spanischen Königsfamilie eine der Töchter Karls IV. heiraten. Obwohl erwartet wurde, dass er die 15-jährige Infantin Maria Amalia ehelichen würde, zog er deren jüngere, heiterere und hübschere Schwester Maria Luisa vor, die kleine Statur, dunkelgelockte Haare und braune Augen hatte. Beide Infantinnen gewannen von dem großgewachsenen und attraktiven Prinzen einen vorteilhaften Eindruck.
Am 25. August 1795 heiratete die erst 13-jährige Maria Luisa schließlich den zum spanischen Infanten ernannten Prinzen Ludwig im Königspalast La Granja, während gleichzeitig ihre Schwester Maria Amalia ihren 39-jährigen Onkel Antonio Pascual zum Gatten nahm. Maria Luisa führte nun den Titel einer Prinzessin von Parma. Ihre Ehe war glücklich, aber durch die angegriffene und sich weiter verschlechternde Gesundheit ihres Gatten, der unter epileptischen Anfällen litt, getrübt. Die ersten Ehejahre, seine glücklichste Zeit, verbrachte das junge Paar in Spanien. Während seines dortigen Aufenthaltes wurde Maria Luisas erstes Kind, Karl Ludwig, am 22. Dezember 1799 in Madrid geboren. Danach wollten die Eheleute in das Herzogtum Parma übersiedeln, das sie erben sollten, doch ließ sie König Karl IV. nicht ziehen. Goya malte das Ehepaar gemeinsam mit der spanischen Königsfamilie Anfang 1800 während eines Aufenthalts  im Palast von Aranjuez.

## Königin von Etrurien
Nach einer Anfang 1801 geschlossenen Vereinbarung Napoleons mit König Karl IV. von Spanien und dem Haus Bourbon-Parma sollte Maria Luisas Ehemann nicht das Herzogtum Parma erben, das Frankreich künftig, nämlich nach dem Tod Herzog Ferdinands für sich beanspruchte, sondern Herrscher des aus dem vormaligen Großherzogtum Toskana neu geschaffenen Königreichs Etrurien werden.
Die politisch unerfahrene Maria Luisa lehnte diesen Plan ab. Trotz ihres Widerstrebens gab sie auf Druck ihrer Familie der Forderung Napoleons nach, sich zuerst mit ihrem Gatten nach Paris zu begeben, um dort mit ihm die Einsetzung in ihre neue Herrscherwürde zu erhalten. Am 21. April 1801 verließ das junge Paar Madrid, überquerte die Grenze bei Bayonne und reiste inkognito als Graf und Gräfin von Livorno nach Paris, wo es am 24. Mai von Napoleon ehrenvoll empfangen wurde. Es machte anfangs in seiner unmodischen spanischen Tracht keinen guten Eindruck. Napoleon war aber von Maria Luisas Zärtlichkeit zu ihrem kleinen Sohn, den sie selbst stillte, beeindruckt. Die künftige Königin Etruriens hatte keine sonderliche Freude über ihren Aufenthalt in Paris, besuchte ungern zu ihren Ehren gegebene Veranstaltungen und lag öfters mit Fieber im Bett. Auch war sie über den schlechten Gesundheitszustand ihres Gatten besorgt.
Nach 20 Tagen verließen Maria Luisa und ihr Gatte die französische Hauptstadt und reisten über Piacenza, wo Ludwig seine Eltern wiedersah, und Parma, wo sie drei Wochen verweilten, nach Etrurien. Das Königspaar hielt am 12. August 1801 seinen Einzug in Florenz, der Hauptstadt seines neuen Reichs. Obwohl die Toskana noch vom französischen General Joachim Murat besetzt gehalten wurde, hatte Graf Ventura sie im Namen König Ludwigs in Besitz genommen. Das Volk empfing seine neuen Herrscher unfreundlich, da diese unter dem Schutz französischer Armeen eingetroffen waren und als bloßes Werkzeug Frankreichs angesehen wurden. Maria Luisa erlitt eine Fehlgeburt und ihr Gatte hatte häufigere epileptische Anfälle. Ihre Residenz, der Palazzo Pitti, war ziemlich leergeräumt, so dass sie ihn aus Geldmangel mit geborgtem Mobiliar der lokalen Nobilität ausstatten mussten.
Der Wiener Hof erkannte als Erster die Herrschaft Ludwigs an und schickte den General Colli als österreichischen Botschafter nach Florenz. Papst Pius VII. entsandte den späteren Kardinal Morozzo als Apostolischen Nuntius in das Königreich Etrurien. Dieses litt unter Kriegszerstörungen sowie zerrütteten Finanzen und hatte für die dort stationierten französischen Truppen aufzukommen. Vergeblich bemühte sich Maria Luisa mit ihrem Gatten, den Abzug dieser Militärkontingente zu erreichen, und erhielt nur das Versprechen, dass die in der Hauptstadt befindlichen Soldaten nach der Schaffung einer königlichen Garde nach Pisa und Livorno verlegt würden.
Im Sommer 1802 wurde Maria Luisa mit ihrem Gatten Ludwig zur Doppelhochzeit ihres Bruders Ferdinand mit Maria Antonia von Neapel-Sizilien und ihrer jüngeren Schwester Maria Isabel mit Francesco von Bourbon, Kronprinz von Neapel-Sizilien, eingeladen. Wegen Etruriens Finanzproblemen, der sich verschlechternden Gesundheit Ludwigs und ihrer beginnenden Schwangerschaft trat Maria Luisa nur auf Druck ihres Vaters die Seereise nach Spanien an, in deren Verlauf sie krank wurde und am 2. Oktober 1802, kurz vor Erreichen der Küste bei Barcelona, unter Schwierigkeiten ihre Tochter Maria Luisa Carlota gebar. Sie erholte sich noch einige Tage an Bord ihres Schiffs, ehe sie in Barcelona an Land gebracht wurde, wo sie ihre Eltern erwarteten. So versäumte sie die am 6. Oktober abgehaltene Doppelhochzeit. Als Ludwig erfuhr, dass sein Vater Ferdinand kurz danach, am 9. Oktober, gestorben war, wollte er nach Florenz zurückkehren, musste sich aber mit Maria Luisa auf Drängen von deren Eltern zuerst an den Madrider Hof begeben und durfte sich mit ihr erst im Dezember 1802 in Cartagena zur Rückreise nach Etrurien einschiffen. Dort angekommen wurde der Bevölkerung die Krankheit Ludwigs verheimlicht und Maria Luisa übte allein die Regierung aus. Fünf Monate nach seiner Rückkehr nach Etrurien starb Ludwig am 27. Mai 1803 im Alter von nur 29 Jahren und ließ die über den Tod ihres Gatten erschütterte Maria Luisa als Regentin für ihren unmündigen Sohn Karl Ludwig zurück.

## Regentin von Etrurien
Der in Frankreich und Spanien diskutierte Plan, die erst knapp 21-jährige Maria Luisa mit ihrem vier Jahre jüngeren Cousin Pedro Carlos von Bourbon, Sohn des spanischen Infanten Gabriel, eines jüngeren Bruders König Karls IV., zu verheiraten, wurde letztlich nicht realisiert. Die etrurische Regentin gründete in Florenz eine höhere Lehranstalt für Wissenschaften, das Museum für Physik und Naturkunde, und suchte ihre Untertanen durch ein mildes Regiment zu gewinnen. So ließ sie öfters Leute im Palazzo Pitti bewirten und gab für Künstler und Schriftsteller großzügige Empfänge.
In verschiedenen Teilen Etruriens waren noch immer französische Truppen stationiert, deren Erhalt Steuererhöhungen nötig machte. Doch räumten diese Streitkräfte schließlich das Land und wurden durch 6000 Spanier ersetzt. Laut ihren Memoiren hatte Maria Luisa diesen Truppentausch durch ihr entsprechendes Ersuchen beim französischen Kabinett erreicht; nach anderer Darstellung habe dagegen Napoleon selbst die Entsendung spanischer Soldaten nach Etrurien vorgeschlagen, um diese Armee dann auch anderswo im französischen Interesse einsetzen zu können. Tatsächlich schickte Napoleon die in Etrurien stationierten spanischen Truppen 1806 nach den Küsten der Ost- und Nordsee. Maria Luisas Untertanen mussten dennoch weiterhin hohe Subsidien für im Sinne Napoleons eingesetzte Militärkontingente zahlen.

## Abdankung und Rückkehr nach Spanien
Durch den von Napoleon und dem spanischen König Karl IV. vereinbarten Vertrag von Fontainebleau vom 27. Oktober 1807 wurde das Königreich Etrurien gegen das (erst zu erobernde) nördliche Portugal an Napoleon abgetreten.  Der französische Gesandte verlangte daraufhin von Maria Luisa am 23. November 1807, dass sie das Land unverzüglich verlasse. Sie machte ihre Rechte vergeblich geltend und wurde von ihrem Vater nach Spanien berufen. So musste sie mit ihren Kindern am 10. Dezember 1807 aus Florenz abreisen. Das an Frankreich angegliederte Etrurien gab Napoleon später seiner Schwester Elisa, die das Land ab dem 3. März 1809 als Großherzogin von Toskana regierte.
In Mailand hatte Maria Luisa eine Unterredung mit Napoleon, in deren Verlauf er ihr als Entschädigung für den Verlust Etruriens, wie im Vertrag von Fontainebleau vorgesehen, die Herrschaft über das nach der französisch-spanischen Eroberung Portugals neuzuschaffende Königreich Lusitanien versprach. Ferner sollte sie Lucien Bonaparte heiraten, nachdem dieser sich hätte scheiden lassen, wovon aber beide nichts wissen wollten. Außerdem wünschte Maria Luisa nicht die für sie in Nordportugal vorgesehene Regierung anzutreten, da sie dann de facto an die Stelle ihrer ältesten Schwester  Carlota Joaquina, der rechtmäßigen portugiesischen Kronprinzessin, hätte treten müssen. Sie kehrte nach Spanien zurück und traf am 19. Februar 1808 in Aranjuez ein, wo sie ihre Familie wiedersah.
Damals war das Verhältnis König Karls IV. zu seinem Sohn Ferdinand gespannt; Letzterer hatte sogar eine Verschwörung gegen seinen Vater gemacht. Napoleon hatte französische Truppen nach Spanien entsandt. Die vom 17.–19. März 1808 dauernde Meuterei von Aranjuez führte zum Sturz des führenden Staatsmanns Manuel de Godoy und zur Abdankung Karls IV. zugunsten seines Sohns, der als Ferdinand VII. den Thron bestieg. Maria Luisa stand in diesem Familienzwist auf der Seite ihres Vaters und fungierte als Vermittlerin zwischen dem entthronten Karl IV. und dem Oberkommandierenden der französischen Streitkräfte auf der Iberischen Halbinsel, Joachim Murat, der am 23. März in Madrid ankam. Dieser Umgang mit Murat wurde als ein gegen die spanischen Interessen gerichteter Akt betrachtet und trug dazu bei, dass Maria Luisa unbeliebt wurde.

## Exil in Frankreich
Als Ferdinand VII. und seine Eltern im April 1808 einer Einladung Napoleons folgten, ihn in Bayonne zu einer Unterredung zu treffen, war die sich gerade von einer Scharlacherkrankung erholende Maria Luisa gesundheitlich nicht in der Lage, ebenfalls dorthin zu kommen. Da Napoleon aber darauf bestand, dass sie und alle anderen zurückgebliebenen Verwandten Karls IV. sich nach Frankreich zu begeben hätten, verließ Maria Luisa nach ihrer Rekonvaleszenz  am 2. Mai Madrid, reiste nach Bayonne und erfuhr dort, dass ihr Vater und Bruder am 5./6. Mai 1808 gezwungenermaßen der spanischen Krone entsagt hatten. Sie bat Napoleon um eine Audienz und drang vergeblich auf ihre Einsetzung auf den Thron Parmas. Ihr wurde eine große Pension in Aussicht gestellt, doch protestierte sie gegen die Annexion des Herrschaftsgebiets ihres Sohns.
Ebenso wie ihre Eltern sollte Maria Luisa sollte nun mit ihren Kindern in Fontainebleau leben und eine jährliche Pension von 400.000 Francs erhalten. Sie bekam aber gemeinsam mit ihren Kindern nur ein dürftiges Appartement angewiesen und begehrte, sich ein eigenes Haus in Passy mieten zu dürfen. Als sie eine Kutsche besteigen wollte, um dorthin zu fahren, stellte sich ihr ein Beamter Napoleons in den Weg und erklärte, dass ihm befohlen worden sei, ihre Abreise zu verhindern. Sie wurde beschuldigt, dass sie zu fliehen beabsichtige, und musste nun mit ihren Kindern unter polizeilicher Überwachung leben. Am 18. Juni 1808 erhielt sie den Befehl, sich mit ihren Eltern nach Compiègne zu begeben. Sie war häufig krank und litt an Geldmangel. Da sie kein Pferd besaß, hatte sie sich damit zufriedenzugeben, Spaziergänge mit ihren Kindern zu Fuß zu unternehmen. Sie erkundigte sich nach der ihr zugebilligten Pension und erhielt die Zusage einer monatlichen Zahlung von 33.000 Francs, doch müsse sie für die Kosten ihrer Reisen von Bayonne nach Fontainebleau und von dort nach Compiègne aufkommen. Nachdem Napoleon ihr endlich die versprochenen Finanzmittel abzüglich der genannten Kosten hatte zustellen lassen, konnte sie ein Pferd kaufen.
Als Karl IV. und seine Gattin auf ihr Ersuchen, an einen wärmeren Ort mit gesünderem Klima übersiedeln zu dürfen, nach Marseille abreisten, erreichte Maria Luisa, dass sie ihre Eltern nicht begleiten musste. Sie setzte diesen Schritt, da sie von ihnen in der Zeit des Exils stets recht streng behandelt worden war. Einige Zeit darauf versprach Napoleon Maria Luisa, die wieder Anspruch auf Parma erhoben hatte, dass sie zumindest im Herzogspalast von Colorno unweit Parma wohnen dürfe und eine bedeutende Rente erhalten werde. Am 5. April 1809 fuhr sie aus Compiègne ab, erfuhr aber nach ihrer Ankunft in Lyon vom dortigen Präfekten, dass ihr Zielort nicht Parma, sondern Nizza sei, wohin sie sofort aufbrechen müsse. Sie war aber bei Nacht in Lyon eingetroffen, und außerdem war ihr Sohn krank, daher  verlangte sie, ihre Reise erst am nächsten Tag fortzusetzen. Mit Mühe erhielt sie dieses Zugeständnis, doch verbrachte ein Polizeikommissar die Nacht in ihrem Vorzimmer. Am 18. April kam sie schließlich mit einer Polizeieskorte in Nizza an, wo sie streng bewacht wurde.

## Internierung in römischem Kloster
1811 versuchte Maria Luisa, von Nizza nach England zu entfliehen, aber ihre Briefe wurden abgefangen, und das Unternehmen wurde vereitelt. Unter ihren Vertrauenspersonen waren auch Spione des Polizeiministers Anne-Jean-Marie-René Savary, duc de Rovigo gewesen. Ein Polizeioberst kam mit Gendarmen in ihre Räumlichkeiten, behauptete, dass hier ein Engländer versteckt sei, und ließ ihren Stallmeister und Haushofmeister verhaften, die nach Paris gebracht wurden. Nach Abschluss der Amtshandlung musste Maria Luisa erfahren, dass ihre Pensionszahlungen eingestellt seien. Unterdessen fand eine Untersuchung statt, und Maria Luisa wurde zur Internierung in einem römischen Kloster verurteilt, wohin sie ihre Tochter mitnehmen dürfe, während ihr Sohn der Obhut seines Großvaters Karl IV. zu übergeben sei. Von diesem Entscheid hörte Maria bei der Rückkehr von einem Kirchenbesuch. Vergeblich hatte sie in einem an Napoleon gerichteten Brief versucht, die der Beihilfe zu ihrer geplanten Flucht angeklagten Personen dadurch zu entlasten, dass sie die Schuld ganz auf sich allein nahm; zwei ihrer Komplizen wurden hingerichtet.
Maria Luisa wurde nach Rom verbracht und dort mit ihrer Tochter am 14. August 1811 im Kloster Santi Domenico e Sisto nahe dem Quirinal eingesperrt. Es war kein Befehl zu ihrem Empfang gegeben worden, und als der Prior mit einer Kerze zur Pforte kam, entschuldigte er sich, dass nichts für ihre Majestät vorbereitet war. Ein von Napoleon geschickter Beamter nahm ihr den gesamten Schmuck ab und verkündete, dass ihre Pension auf 2500 Francs pro Monat beschränkt worden sei. Im ersten Jahr ihrer Gefangenschaft durfte sie keine Briefe schreiben oder empfangen, nicht einmal von ihrem Sohn.
Die Cortes von Cádiz erkannten Maria Luisa wie auch ihren Kindern am 18. März 1812 die Rechte auf die spanische Krone ab, da sie sich unter französischer Kontrolle befand; erst 1820 erhielt sie ihre Rechte zurück. Als Karl IV. und seine Gattin mit Maria Luisas Sohn im Juni 1812 nach Rom kamen, durften sie ihre gefangengehaltene Tochter auf Genehmigung des Generals Miollis zeitweise sehen, und ihre erste Wiederbegegnung verlief sehr herzlich. Indessen durfte Maria Luisa ihren Sohn nur einmal im Monat 20 Minuten lang unter Aufsicht treffen. Napoleon sollte darüber nicht informiert werden.
Als neapolitanische Soldaten Joachim Murats, der die Seiten gewechselt hatte, Rom besetzten, erhielt Maria Luisa am 14. Januar 1814 ihre Freiheit wieder. Ein starkes Truppenkontingent nahm vor dem Kloster Santi Domenico e Sisto Aufstellung, und der Hauptmann erklärte, dass er Befehl habe, für die Tochter Karls IV. eine Ehrenwache zu bilden. Der General und Oberbefehlshaber Pignatelli verhielt sich bei einem Besuch gegenüber Maria Luisa sehr höflich. Der neue Gouverneur de la Vauguyon kam ebenfalls ins Kloster und versicherte Maria Luisa, sie könne es jederzeit verlassen. Am nächsten Tag ordnete Pignatelli an, dass sie mit ihren Kindern in den von ihren Eltern bewohnten Palazzo Barberini übersiedeln solle. Murat traf sich auch mit ihr in Rom und ließ ihr zunächst eine Rente von 33.000 Francs pro Monat anweisen, die dann auf 10.000 Francs reduziert wurde.

## Wiener Kongress
Napoleon musste am 6. April 1814 abdanken. Maria Luisa, die sich weiterhin in Rom aufhielt, hoffte nun, dass ihr Sohn in die Herrschaft über das Herzogtum Parma eingesetzt würde. Als sich am Wiener Kongress eine Versammlung europäischer Herrscher und Politiker zum Entscheid über die Neuordnung Europas zu versammeln begann, schrieb Maria Luisas rasch ihre auf Italienisch abgefassten Memoiren, um Argumente für ihr Anliegen zu liefern. Diese Erinnerungen wurden ins Französische und Englische übertragen; der französische Schriftsteller und Übersetzer Auguste-Jacques Lemierre d’Argy gab sie 1814 in Paris unter dem Titel Mémoires de la reine d’Étrurie, écrits par elle-même heraus. Während Napoleons Rückkehr und kurzfristiger Herrschaft der Hundert Tage (März bis Juni 1815) floh Maria Luisa mit ihren Eltern aus Rom, hielt sich in verschiedenen italienischen Städten auf und kehrte mit ihnen nach Napoleons endgültiger Niederlage wieder nach Rom zurück.
Am Wiener Kongress wurden Maria Luisas Interessen vom spanischen Emissär, dem Marqués de Labrador, nicht besonders erfolgreich vertreten. Schließlich entschied der Kongress, dass Maria Luisa und ihr Sohn das in Mittelitalien gelegene Herzogtum Lucca erhalten sollten, während Napoleons 23-jähriger Gattin Marie Louise das Herzogtum Parma, Piacenza und Guastalla auf Lebenszeit übereignet wurde.
Mit dieser Lösung gab sich Maria Luisa zunächst nicht zufrieden. Sie lebte mit ihren Kindern in einem römischen Palast, hatte aber zunehmend gespannte Beziehungen zu ihrer Familie. Sie widersetzte sich dem Plan ihrer Eltern und ihres Bruders Ferdinand VII., ihre 14-jährige Tochter Maria Luisa Carlota mit ihrem 22-jährigen Bruder Francisco de Paula zu verheiraten, ebenso wie dem Vorhaben der Vermählung ihres Sohns Karl Ludwig mit Maria Christina von Neapel-Sizilien, einer Tochter ihrer Schwester Maria Isabel.
Um sich von ihrer Familie lösen zu können, begnügte sich Maria Luisa schließlich mit der ihr angebotenen souveränen Herrschaft über Lucca. In einem am 14. Juni 1817 in Paris abgeschlossenen Vertrag wurde ferner zugestanden, dass Napoleons Gattin zwar lebenslang in Besitz des Herzogtums Parma, Piacenza und Guastalla bliebe, dieses aber nach ihrem Ableben in den Besitz Maria Luisas oder ihres Sohnes übergehen und gleichzeitig der Großteil Luccas an das habsburgische Großherzogtum Toskana fallen werde. Daraufhin verwaltete der spanische Gesandte in Turin das Herzogtum Lucca bis zur Maria Luisas am 7. Dezember 1817 erfolgten Ankunft.

## Herzogin von Lucca und Tod

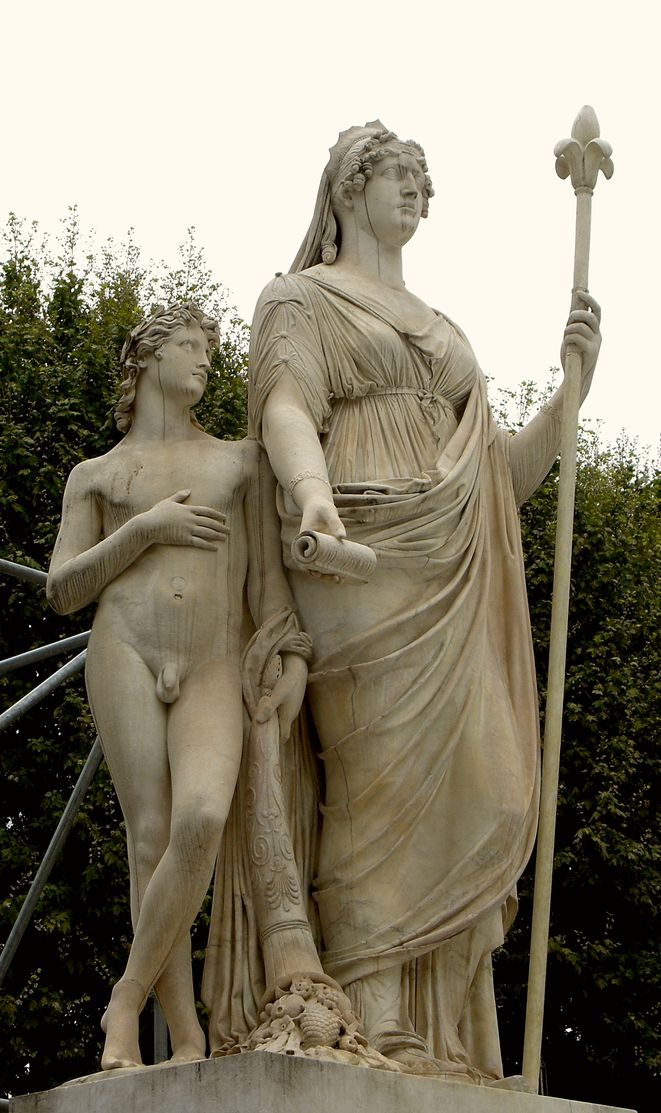
Denkmal Maria Luisas in Lucca

Die anstrengenden letzten zehn Jahre hatten bei Maria Luisa Spuren hinterlassen; sie wirkte weniger jugendlich und war fülliger geworden. Die von ihr angestrebte Heirat mit dem verwitweten Großherzog Ferdinand III. von Toskana kam ebenso wenig zustande wie die danach anvisierte Vermählung mit Erzherzog Ferdinand Karl von Österreich-Este. Nach der Ermordung von Charles Ferdinand d’Artois (14. Februar 1820) gab es auch Pläne einer Verehelichung Maria Luisas mit dessen Vater, dem späteren französischen König Karl X.
Maria Luisa, die trotz der mittlerweile eingetretenen Volljährigkeit ihres Sohns weiterhin die Herrschaft in Lucca bis an ihr Lebensende ausübte, suchte die Spuren der früheren Regierung von Napoleons Schwester Elisa zu beseitigen, förderte öffentliche Bauarbeiten, ließ von 1817 bis 1820 die Innendekoration des Palazzo Ducale von Lucca völlig erneuern, begünstigte die Wissenschaften und den Klerus, gründete 17 neue Klöster und förderte u. a. auch die Entwicklung der Hafenstadt Viareggio, der sie 1820 das Stadtrecht verlieh. Unter Missachtung der ihr vom Wiener Kongress verordneten Verfassung regierte sie gemäßigt absolutistisch, zeigte sich unter dem Eindruck der erzwungenen Etablierung eines liberaleren Regierungssystems in Spanien (1820) gegenüber der Einführung einer Verfassung aufgeschlossener, kam aber nach der 1823 erfolgten Wiederherstellung des Absolutismus in Spanien wieder von dieser Haltung ab.
Das Verhältnis Maria Luisas zu ihrem Sohn hatte sich abgekühlt, doch arrangierte sie 1820 seine Eheschließung mit der 17-jährigen savoyischen Prinzessin Maria Teresa. Wie sie die Winter stets von Lucca abwesend in Rom verbrachte, so reiste sie auch im Oktober 1823 nach Rom, fühlte sich aber bereits krank. Sie unterfertigte am 22. Februar 1824 ihren Letzten Willen und ernannte ihre Brüder Ferdinand VII. und Don Carlos zu Testamentsvollstreckern. Letzteren hatte sie besonders gerngehabt. Sie starb am 13. März 1824 41-jährig in Rom an Krebs. Ihr einbalsamierter Leichnam wurde zunächst auf dem Seeweg nach Viareggio transportiert, wo er am 10. April ankam, und nach den Begräbnisfeierlichkeiten in der Kathedrale von Lucca im August 1824 an Bord einer sardischen Korvette nach Spanien überführt. Die Beisetzung erfolgte in Kapelle 7 des Pantheon der Infanten des Escorial. Ihr Sohn Karl Ludwig übernahm nun  die Regierung von Lucca, wo Maria Luisa eine Statue errichtet wurde.

## Nachkommen
Aus der Ehe von Maria Luisa und ihrem Gemahl gingen zwei Kinder hervor:
- Karl II. Ludwig (* 22. Dezember 1799; † 16. April 1883) König von Etrurien ⚭ 1820 Maria Theresia von Savoyen (1803–1879)
- Maria Luisa von Bourbon-Parma (* 2. Oktober 1802; † 18. März 1857)
  - ⚭ 1825 Maximilian von Sachsen (1759–1838)
  - ⚭ Graf Ferdinand von Rossi († 1854)
  - ⚭ Graf Giovanni von Vimercati († 1861)

## Vorfahren
|  |                                                                          |  |  |  |  |  |  |  |  |  |  |  |  |
|  | Philipp V., König von Spanien (1683–1746)                                |  |  |  |  |  |  |  |  |  |  |  |  |
|  |                                                                          |  |  |  |  |  |  |  |  |  |  |  |  |
|  |                                                                          |  |  |  |  |  |  |  |  |  |  |  |  |
|  | Karl III. König von Spanien (1716–1788)                                  |  |  |  |  |  |  |  |  |  |  |  |  |
|  |                                                                          |  |  |  |  |  |  |  |  |  |  |  |  |
|  |                                                                          |  |  |  |  |  |  |  |  |  |  |  |  |
|  | Elisabetta Farnese (1692–1766)                                           |  |  |  |  |  |  |  |  |  |  |  |  |
|  |                                                                          |  |  |  |  |  |  |  |  |  |  |  |  |
|  |                                                                          |  |  |  |  |  |  |  |  |  |  |  |  |
|  | Karl IV. König von Spanien (1748–1819)                                   |  |  |  |  |  |  |  |  |  |  |  |  |
|  |                                                                          |  |  |  |  |  |  |  |  |  |  |  |  |
|  |                                                                          |  |  |  |  |  |  |  |  |  |  |  |  |
|  | August III., König von Polen, Kurfürst von Sachsen (1696–1763)           |  |  |  |  |  |  |  |  |  |  |  |  |
|  |                                                                          |  |  |  |  |  |  |  |  |  |  |  |  |
|  |                                                                          |  |  |  |  |  |  |  |  |  |  |  |  |
|  | Maria Amalia von Sachsen (1724–1760)                                     |  |  |  |  |  |  |  |  |  |  |  |  |
|  |                                                                          |  |  |  |  |  |  |  |  |  |  |  |  |
|  |                                                                          |  |  |  |  |  |  |  |  |  |  |  |  |
|  | Maria Josepha von Österreich (1699–1757)                                 |  |  |  |  |  |  |  |  |  |  |  |  |
|  |                                                                          |  |  |  |  |  |  |  |  |  |  |  |  |
|  |                                                                          |  |  |  |  |  |  |  |  |  |  |  |  |
|  | Maria Luisa von Spanien (1782–1824)                                      |  |  |  |  |  |  |  |  |  |  |  |  |
|  |                                                                          |  |  |  |  |  |  |  |  |  |  |  |  |
|  |                                                                          |  |  |  |  |  |  |  |  |  |  |  |  |
|  | Philipp V. König von Spanien (1683–1746)                                 |  |  |  |  |  |  |  |  |  |  |  |  |
|  |                                                                          |  |  |  |  |  |  |  |  |  |  |  |  |
|  |                                                                          |  |  |  |  |  |  |  |  |  |  |  |  |
|  | Philipp Herzog von Parma (1720–1765)                                     |  |  |  |  |  |  |  |  |  |  |  |  |
|  |                                                                          |  |  |  |  |  |  |  |  |  |  |  |  |
|  |                                                                          |  |  |  |  |  |  |  |  |  |  |  |  |
|  | Elisabetta Farnese (1692–1766)                                           |  |  |  |  |  |  |  |  |  |  |  |  |
|  |                                                                          |  |  |  |  |  |  |  |  |  |  |  |  |
|  |                                                                          |  |  |  |  |  |  |  |  |  |  |  |  |
|  | Maria Luise von Bourbon-Parma (1751–1819)                                |  |  |  |  |  |  |  |  |  |  |  |  |
|  |                                                                          |  |  |  |  |  |  |  |  |  |  |  |  |
|  |                                                                          |  |  |  |  |  |  |  |  |  |  |  |  |
|  | Ludwig XV. König von Frankreich (1710–1774)                              |  |  |  |  |  |  |  |  |  |  |  |  |
|  |                                                                          |  |  |  |  |  |  |  |  |  |  |  |  |
|  |                                                                          |  |  |  |  |  |  |  |  |  |  |  |  |
|  | Marie Louise Élisabeth de Bourbon, Prinzessin von Frankreich (1727–1759) |  |  |  |  |  |  |  |  |  |  |  |  |
|  |                                                                          |  |  |  |  |  |  |  |  |  |  |  |  |
|  |                                                                          |  |  |  |  |  |  |  |  |  |  |  |  |
|  | Maria Leszczyńska (1703–1768)                                            |  |  |  |  |  |  |  |  |  |  |  |  |
|  |                                                                          |  |  |  |  |  |  |  |  |  |  |  |  |
|  |                                                                          |  |  |  |  |  |  |  |  |  |  |  |  |